# Сліпуни велетенські
Сліпуни́ велете́нські (Megatyphlops) — рід змій з родини Сліпунів. Має 4 види. Спочатку його представників як підрід відносили до роду Typhlops, потім до роду Rhinotyphlops. Лише у 2009 році були відокремлені у теперішній рід.

## Опис
Загальна довжина коливається від 85 до 97 см. Голова сплощена, морда витягнута з ріжучими краями. Ростральні форми дуже великі. Очі досить низько посаджені. Тулуб циліндричний. Хвіст помірно короткий, широкий. Колір спини зазвичай темний — чорний, коричневий, солом'яний з темнішими плямами. Черево жовтувате, зеленувате, білувате, матове.

## Спосіб життя
Полюбляють тропічні, вологі лісисті місцини. Більшу частину життя проводять під землею, камінням, під опалим листям. Харчуються безхребетними.
Це яйцекладні змії. Самиці відкладають до 40—60 яєць.

## Розповсюдження
Мешкають в Африці на південь від пустелі Сахара.

## Види
- Megatyphlops anomalus
- Megatyphlops brevis
- Megatyphlops mucruso
- Megatyphlops schlegelii